# Nedine adversa
Nedine adversa là một loài bọ cánh cứng trong họ Cerambycidae.